# Gregor Vezonik
Gregor Vezonik (Ravne na Koroškem, 6 de julio de 1995) es un deportista esloveno que compite en escalada. Ganó una medalla de bronce en el Campeonato Mundial de Escalada de 2018, en la prueba de bloques.

## Palmarés internacional
| Campeonato Mundial | Campeonato Mundial  | Campeonato Mundial | Campeonato Mundial |
| Año                | Lugar               | Medalla            | Prueba             |
| ------------------ | ------------------- | ------------------ | ------------------ |
| 2018               | Innsbruck (Austria) | Medalla de bronce  | Bloques            |